# 上海市国有资产监督管理委员会
上海市国有资产监督管理委员会，简称上海市国资委，是上海市人民政府的直属特设机构。上海市国资委作为市政府的代表履行出资人职责，实行管资产与管人、管事相结合。

## 历史
1993年7月16日，经中共上海市委、市政府批准，上海市国有资产管理委员会宣告成立，时任中共上海市委书记吴邦国任市国资委主任；市国资委下设上海市国有资产管理办公室作为其常设办事机构。2003年8月1日，该委员会改组为上海市国有资产监督管理委员会，为市政府直属的特设机构。2009年7月9日，根据《上海市人民政府机构改革方案》和上海市政府办公厅〔2009〕87号《关于印发上海市国有资产监督管理委员会主要职责、内设机构和人员编制规定的通知》文件，上海市国有资产监督管理委员会改为市政府直属机构。

## 职责
上海市国有资产监督管理委员会的职责为：
- （一）根据市政府授权，依照《中华人民共和国公司法》、《中华人民共和国企业国有资产法》等法律和法规，履行出资人职责，监管本市国家出资企业的国有资产，加强国有资产管理。
- （二）建立和完善国有资产保值增值指标体系，制订评价标准，通过规划、预决算、审计、统计、稽核等，对所监管企业国有资产的保值增值情况进行监管，维护国有资产出资人的权益。
- （三）根据本市改革总体部署，指导推进本市国家出资企业的改革和重组，研究编制本市国家出资企业改革发展的总体规划，推进本市国家出资企业的现代企业制度建设，推动国有经济布局和结构的战略性调整。
- （四）通过法定程序，对所监管企业管理者进行任免、考核并根据其经营业绩进行奖惩，建立符合社会主义市场经济体制和现代企业制度要求的选人、用人机制，完善经营者激励和约束制度。
- （五）指导推进所监管企业完善公司治理结构，加强所监管企业董事会、监事会建设，形成职责明确、协调运转、有效制衡的治理机制。
- （六）履行对所监管企业工资分配的监管职责，制定所监管企业管理者收入分配办法并组织实施。
- （七）参与制定国有资本经营预算有关管理制度，提出国有资本经营预算建议草案，组织和监督国有资本经营预算的执行，编报国有资本经营决算草案，负责组织所监管企业上交国有资本收益。
- （八）按照出资人职责，配合指导、督促检查所监管企业贯彻落实有关安全生产法律、法规、方针、政策和标准等工作。
- （九）负责本市国家出资企业的国有资产基础管理工作；根据国家法律法规，起草本市国有资产管理的地方性法规、规章草案和政策，制定有关国有资产管理的规范性文件；依法对区县国有资产监督管理工作进行指导和监督。
- （十）承办市政府交办的其他事项。

## 机构设置

### 内设机构
1. 办公室（信访办）
2. 研究室
3. 政策法规处
4. 规划发展处
5. 企业改革处
6. 产权管理处
7. 评估管理处
8. 预算收益处
9. 财务监督评价处
10. 业绩考核处
11. 企业分配处
12. 综合协调处
13. 董事监事工作处
14. 信息化管理处
15. 人事处
16. 直属单位管理办公室
17. 监察室

### 直属事业单位
- 上海市市管国有企业专职董事监事管理中心
- 上海市国有资产监督管理委员会稽查中心
- 上海市国有资产管理宣传教育培训中心
- 上海市国有资产监督管理委员会产权事务中心
- 上海市国有资产信息中心
- 上海市资产评审中心

## 监管企业

### 现监管企业
截至2025年7月，共有44家企业为上海市国资委管理单位。

#### 资本运营类
- 上海国际集团有限公司（国资投资运营公司）
- 上海国盛（集团）有限公司（国资投资运营公司）
- 上海国有资本投资有限公司（国资投资运营公司）
- 上海交易集团有限公司（下设上海联合产权交易所）

#### 产业发展类
- 上海汽车集团股份有限公司
- 上海电气集团股份有限公司
- 上海华谊集团股份有限公司
- 上海实业（集团）有限公司
- 申能（集团）有限公司
- 上海仪电（集团）有限公司
- 上海华虹（集团）有限公司
- 上海数据集团有限公司
- 上海联和投资有限公司
- 上海国际港务（集团）股份有限公司
- 上海建工集团股份有限公司
- 上海隧道工程股份有限公司
- 华东建筑集团股份有限公司
- 上海建科咨询集团股份有限公司
- 光明食品（集团）有限公司
- 百联集团有限公司
- 锦江国际（集团）有限公司
- 东浩兰生（集团）有限公司
- 东方国际（集团）有限公司
- 上海市供销合作总社（集体企业）
- 上海新集体经济合作联社（集体企业）

#### 金融服务类
- 中国太平洋保险（集团）股份有限公司
- 上海浦东发展银行股份有限公司
- 上海银行股份有限公司
- 上海农村商业银行股份有限公司
- 国泰海通证券股份有限公司
- 中保投资有限责任公司

#### 城市保障类
- 上海机场（集团）有限公司
- 上海地产（集团）有限公司
- 上海城投（集团）有限公司
- 上海久事（集团）有限公司
- 上海申通地铁集团有限公司
- 上海临港经济发展（集团）有限公司
- 上海申迪（集团）有限公司
- 长三角投资（上海）有限公司
- 上海市现代农业投资发展集团有限公司（2022年6月30日成立[4]）
- 上海东方枢纽投资建设发展集团有限公司
- 上海市检验检测认证有限公司
- 长三角一体化示范区新发展建设有限公司

#### 委管企业
- 绿地控股集团股份有限公司

### 曾监管企业
1. 上海广电（集团）有限公司（2009年旗下资产并入上海仪电，现已不存在）
2. 长江计算机（集团）公司（2012年并入国盛集团）
3. 上海城建（集团）公司（已与上海隧道工程股份有限公司实现重组）
4. 上海现代建筑设计（集团）有限公司（已重组）
5. 上海良友（集团）有限公司（2015年并入光明食品集团）
6. 中国上海外经（集团）有限公司（已重组）
7. 上海市政工程设计研究院（已并入上海建工集团）
8. 上海电动工具研究所（已并入上海仪电）
9. 上海发电设备成套研究所（已并入中国国家电力投资集团公司）
10. 上海勘测设计研究院（已并入三峡集团，持股比例70%）
11. 上海市申江两岸开发建设投资（集团）有限公司（已重组）
12. 上海医药（集团）有限公司（改由上实集团控股）
13. 上海航空股份有限公司（已并入中国东方航空，成为其全资子公司）
14. 上海锦江航运有限公司（已并入上港集团）
15. 上海文化广播影视集团
16. 文汇新民联合报业集团
17. 上海东亚（集团）有限公司
18. 解放日报报业集团
19. 上海申教投资有限公司
20. 上海精文投资有限公司
21. 上海世纪出版集团
22. 上海锦勤（集团）有限公司
23. 上海印刷新技术（集团）有限公司
24. 上海卫生国资经营公司
25. 上海新华发行集团有限公司
26. 上海市政实业有限公司
27. 上海民政（集团）有限公司
28. 上海种业（集团）有限公司
29. 上海印刷（集团）有限公司
30. 上海地下空间开发实业（集团）有限公司
31. 上海青年实业（集团）有限公司
32. 上海社会福利发展（集团）有限公司
33. 上海展览中心
34. 上海纺织（集团）有限公司（与东方国际合并）
35. 上海水产（集团）总公司（2017年并入光明食品集团）
36. 上海世博发展（集团）有限公司
37. 上海申虹投资发展有限公司（2017年6月并入上海地产）
38. 上海同盛投资（集团）有限公司（2017年6月由上港集团代管）
39. 上海电缆研究所有限公司（2019年7月与申能（集团）有限公司重组）
40. 上海市信息投资股份有限公司（2019年10月18日与上海联和投资有限公司重组）
41. 上海化工研究院有限公司（2020年2月与上海华谊集团重组）
42. 上海工业自动化仪表研究院有限公司（2020年2月与上海仪电集团重组）
43. 长江经济联合发展（集团）股份有限公司（2020年7月划转至上海国有资产经营有限公司）
44. 上海交运（集团）总公司（2020年7月由上海久事代管）
45. 上海市衡山（集团）公司
46. 上海科技创业投资（集团）有限公司（2024年6月划转至上海国有资产经营有限公司）
47. 海通证券股份有限公司（2025年被国泰君安证券吸收合并）